# 田所拓也
田所 拓也（たどころ たくや、1982年5月13日 - ）は、NHKのアナウンサー。

## 概要
愛知県半田市生まれ、名古屋市出身。法政大学第一中・高等学校（現・法政大学中学校・高等学校）、法政大学社会学部卒業後、2005年（平成17年）4月に入局。　

## 人物

### 趣味・特技
- 趣味はランニング。特技は大食い[3][4]。

## 挿話
- 「一期一会」をモットーとして大切にしている。「声は人となり」。「一声入魂」。
- 2児の父親である（2018年4月時点で、6ヵ月と2歳）[5]
- 不定期で眼鏡をかけて出演する場合がある[6]。
- ウイスキーは得意ではないが、学生時代にバーテンダーのアルバイトをしたことがある[7]。

## 現在の担当番組
- サンデースポーツ（キャスター：2024年4月7日[8] - ）
- ラジオニュース（不定期）
- 首都圏ネットワーク（ニュースリーダー：2025年1月 - ）
- 首都圏ニュース845（キャスター : 2025年1月15日 - ）[9]

## 過去の担当番組
神戸放送局時代（2005年度 - 2008年度）
- 兵庫ニュース845
- 兵庫県の中継・リポート
- スポーツ中継
- ニュースKOBE発（スポーツキャスター）

熊本放送局時代（2009年度 - 2013年7月）
- クマロク!（2009年4月 - 2013年7月）[10]
- 熊本県のニュース・中継・リポート
- スポーツ中継

長野放送局時代（2013年8月 - 2015年度）
- 長野県のニュース・中継・リポート
- スポーツ中継
- イブニング信州（不定期・キャスター代行など）
- NHKニュースおはよう日本（筒井亮太郎の代行スポーツキャスター）（2013年10月5日・6日）
- ニュースウオッチ9（廣瀬智美のソチオリンピック取材に伴う代行スポーツキャスター）（2014年1月27日 - 31日）

東京アナウンス室時代（1度目）（2016年度 - 2021年度）
- NHKニュースおはよう日本（キャスター：4:30 - 6:00）（2016年4月11日 - 2018年3月30日）
  - 2016年度は芳川隆一・黒田信哉と、2017年度は佐藤誠太・森田洋平との1週間ごとのローテーション[11]
  - 森花子・上原光紀のスポーツキャスター代行や、リオデジャネイロオリンピックハイライトも担当した。
- ニュース・気象情報（不定期）
- Nスペ5min.  人生の終い方（ナレーション・2016年5月21日）
- BS1スペシャル ハバナ Wi-Fi公園の一週間  ~変わるキューバ  人間模様~（サブナレーション・2016年7月16日）
- ほっとニュース北海道（道南のニュース・気象情報） - 函館放送局への応援派遣
- 首都圏ネットワーク（メインキャスター：2018年4月2日 - 2020年3月27日）
- 首都圏ニュース845（キャスター）（2018年5月23日、8月8日、10月19日、2020年3月27日）
- いつか来る日のために　証言記録スペシャル「震災を伝える」（ナレーション・2018年9月2日）
- NHKスペシャル『感染はどこまで拡がるのか～緊急報告 新型ウイルス肺炎～』（ナレーション・2020年2月9日）
  - なお、この番組の司会のひとりは2018年度に「首都圏ネットワーク」で共演した合原明子だった。
- ニュース・気象情報（主に日曜日の午前5時、6時、6時55分、またその前後の深夜〜朝の緊急報道）
- NHKニュースおはよう日本（主に日曜日のニュースリーダー、当日の5時台、6時台のニュースを担当した場合）（2020年4月5日 -  2021年3月21日）
- 週刊まるわかりニュース  編集部員（リポーター）（2020年4月4日 -  2021年3月27日）
- ニュースウオッチ9（スポーツキャスター：2021年3月29日 - 2022年4月1日）
  - 男性メインキャスターが取材、休暇等で不在の場合はメインキャスターも兼務していた[12]。

名古屋放送局時代（2022年度 - 2023年度）
- 東海3県・東海北陸のニュース
- 東海 ドまんなか!（キャスター[13][14]：2022年4月8日 - 2024年3月）
- 令和6年能登半島地震の緊急報道対応による金沢放送局への応援派遣で、全国ニュースへの入中と石川県のニュースを担当（2024年1月2日）。
- 能登半島地震 被災地からの声（フィールドキャスター：2024年1月12日）
- 能登半島地震1か月 被災地からの声（フィールドキャスター：2024年2月2日）
- 能登半島地震2か月 被災地からの声 迫られる選択（キャスター：2024年3月1日）
- まるっと!（高山哲哉のキャスター代行など）

東京アナウンス室時代（2度目）（2024年度 - ）